# 모계고등학교
모계고등학교(慕溪高等學校)는 대한민국 경상북도 청도군 화양읍 범곡리에 있는 사립 고등학교이다.

## 학교 연혁
- 1953년 1월 21일 : 모계고등학교 6학급 설립 인가
- 1953년 4월 8일 : 모계고등학교 개교
- 1953년 7월 6일 : 청도농업고등학교 인수
- 1955년 2월 26일 : 제1회 졸업
- 1983년 11월 19일 : 본관 18개 교실 준공
- 1984년 1월 23일 : 15학급 인가
- 1987년 12월 7일 : 독서실 개장 (102석)
- 1997년 9월 23일 : 체육관 준공
- 1998년 10월 24일 : 기숙사 이전 신축 (수용 인원 102명)
- 2000년 11월 29일 : 4층 증축(6실 컴퓨터실, 과학실, 특별실 등)
- 2001년 3월 15일 : 면학실(250석) 개장
- 2003년 9월 5일 : 전자 도서관 개관
- 2005년 3월 30일 : 기숙사 제2관 준공 (4층) (연면적 1157.8m2, 25실)
- 2006년 8월 1일 : 남여 공학 승인, 2007학년도 신입생부터 남여 공학
- 2012년 3월 1일 : 영어 수학 교과교실제 운영
- 2015년 6월 22일 : 학교 급식소 신축 준공(694m2)
- 2016년 3월 1일 : 모계중ㆍ고등학교 병설 경영
- 2017년 3월 14일 : 공감홀 준공(다목적 강당)
- 2017년 6월 2일 : 모계학원 제7대 김형수 이사장 취임
- 2017년 6월 27일 : 천연잔디운동장 조성
- 2021년 3월 1일 : 제21대 장석재 교장 취임
- 2023년 1월 5일 : 중학교 제74회(총 졸업생 13,476명) 졸업
- 2023년 1월 5일 : 고등학교 제 69회(총 졸업생 9,825명) 졸업

## 참고 자료
- 모계고등학교 - 한국교육학술정보원 학교알리미